# Ézy-sur-Eure
Ézy-sur-Eure è un comune francese di 3 653 abitanti situato nel dipartimento dell'Eure nella regione della Normandia.

## Storia

### Simboli
Il comune ha ripreso lo stemma della famiglia des Brosses.

## Società

### Evoluzione demografica
Abitanti censiti